# Piet Deveughele
Piet Deveughele (Izegem, 3 juni 1977) is een Belgische voormalige hordeloper, met als favoriete afstand de 400 m horden.

## Loopbaan
Deveughele is al sinds jaar en dag lid van de Flanders Atletiekclub. In zijn atletiekloopbaan veroverde hij verscheidene nationale titels op de 400 m horden. In juni 2005 stond hij 30e op de Europese Ranglijst. Na zijn atletiekcarrière legde Piet Deveughele zich toe op wielrennen. Hij sloot zich aan bij Nikko Cycling Team, een verbond rond Nico Mattan met semi en ex-professionals. Hij ontpopte zich er als een van de kopmannen en werd in 2017 en 2018 clubkampioen.
Piet Deveughele is beroepshalve zelfstandige kinesisttherapeut te Izegem. Hij is getrouwd met Belgisch polsstokhoogspringster Karen Pollefeyt.

## Belgische kampioenschappen
| Onderdeel    | Jaar                   |
| ------------ | ---------------------- |
| 400 m horden | 2003, 2004, 2005, 2008 |

## Persoonlijke records
| Onderdeel            | Tijd    | Datum           | Plaats |
| -------------------- | ------- | --------------- | ------ |
| 100 m                | 10,72 s |                 |        |
| 200 m                | 21,72 s |                 |        |
| 300 m                | 34,08 s |                 |        |
| 400 m                | 47,72 s |                 |        |
| 60 m horden (indoor) | 7,83 s  | 6 februari 2000 | Gent   |
| 110 m horden         | 13,77 s |                 |        |
| 400 m horden         | 50,46 s | 11 juni 2005    | Leiden |

## Palmares

### 60 m horden
- 2000: EK Indoor Gent

### 400 m horden
- 2003:  BK AC - 51,27 s
- 2004:  BK AC - 52,02 s
- 2005:  Gouden Spike - 50,46 s
- 2005: 4e Askina Meeting in Kassel - 50,80 s
- 2005:  Grand Prix in Stockholm - 50,73 s
- 2005:  Int. meeting in Annecy - 50,80 s
- 2005:  BK AC - 50,70 s
- 2008:  BK AC - 51,67 s

### Wielrennen
- 2017: Clubkampioen NCT
- 2018: Clubkampioen NCT